# Строитель (футбольный клуб, Моршанск)
«Строитель» — российский футбольный клуб из Моршанска. Основан в 1995 году.
Провёл три сезона на профессиональном (нелюбительском) уровне среди команд мастеров (в 1996—1997 годах в Третьей лиге ПФЛ, в 1998 году во Втором дивизионе; участник Кубка России в сезонах 1997/98 и 1998/99 — оба раза выход в 1/64 финала).
Лучшее достижение в первенстве России — 20 место в зоне «Центр» второго дивизиона в 1998 году.